# Saprinus lautus
Saprinus lautus es una especie de escarabajo del género Saprinus, familia Histeridae. Fue descrita científicamente por Erichson en 1839.
Especie distribuida en el centro y sur de Europa y Asia central. Suele ser encontrado debajo de animales pequeños y en excrementos.